# Station centrale d'Ottawa

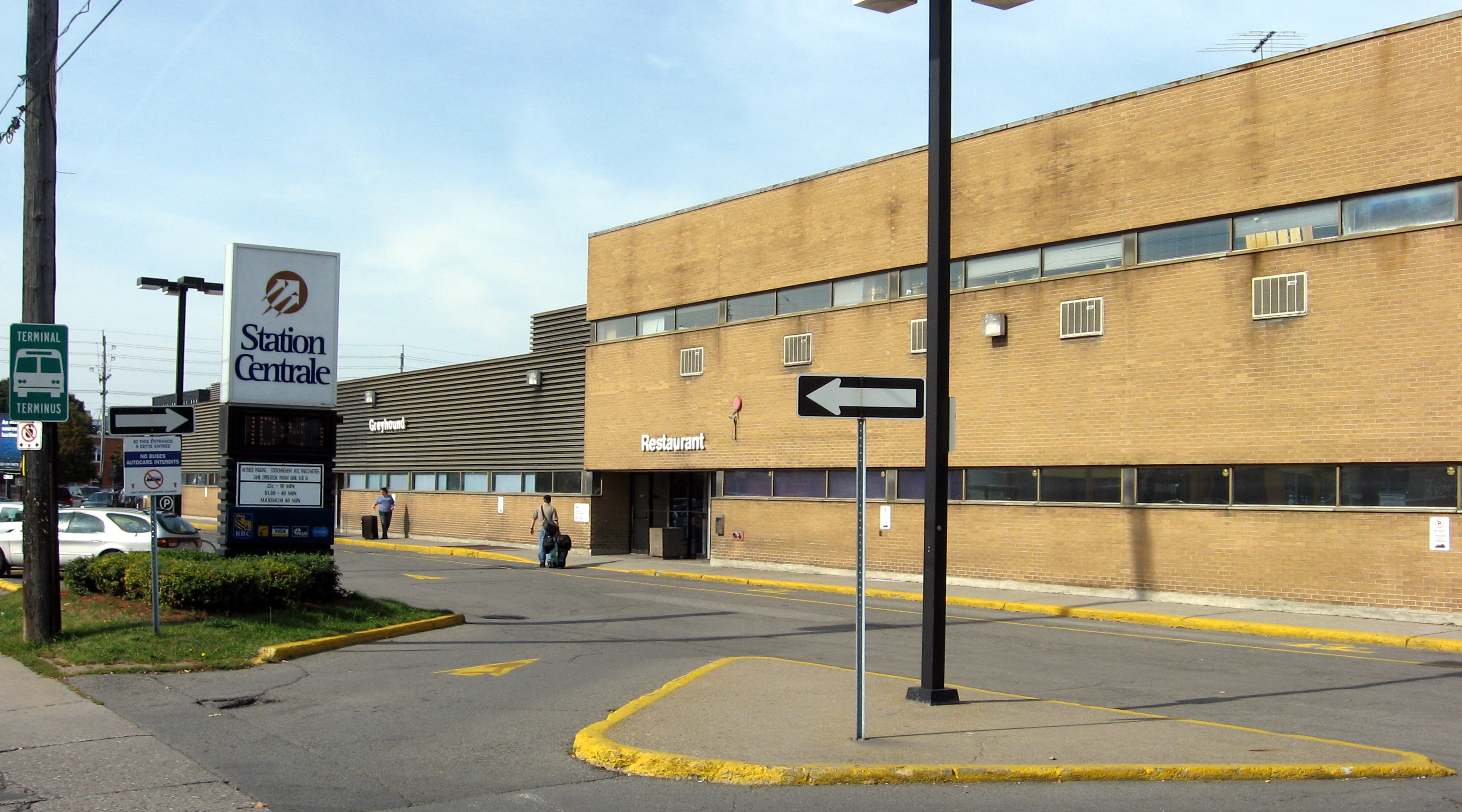
Station centrale d'Ottawa

La Station centrale d'Ottawa (en anglais : Ottawa Central Station) était la gare d'autocars principale d'Ottawa. Elle était située au 265, rue Catherine, à l'intersection de la rue Kent. Elle a fermé le 1er juin 2021.

## Destinations
À partir du 20 mai 2021, Megabus prend le relais de l'ancienne route de Greyhound vers Kingston et Toronto à la station St-Laurent. Ontario Northland ne dessert plus la Station centrale d'Ottawa le 1er juin 2021. Le nouvel arrêt est situé à la Gare d'Ottawa de VIA Rail sur Tremblay.
| Transporteur                                                  | Villes desservies                                                       |
| ------------------------------------------------------------- | ----------------------------------------------------------------------- |
| Ontario Northland Motor Coach Services (jusqu'au 31 mai 2021) | Sudbury, North Bay, Pembroke, Petawawa, Sault-Sainte-Marie, White River |
| Autobus Gatineau                                              | Gatineau, Kazabazua, Maniwaki, Grand-Remous                             |

Le corridor entre Ottawa, Gatineau et Montréal est maintenant desservi par deux entreprises, soit Orléans Express et Autobus Maheux.

## Autres sources
- CBC,
- CBC,
- Ottawa Citizen,
- Ottawa Business Journal)